# のらマイカー

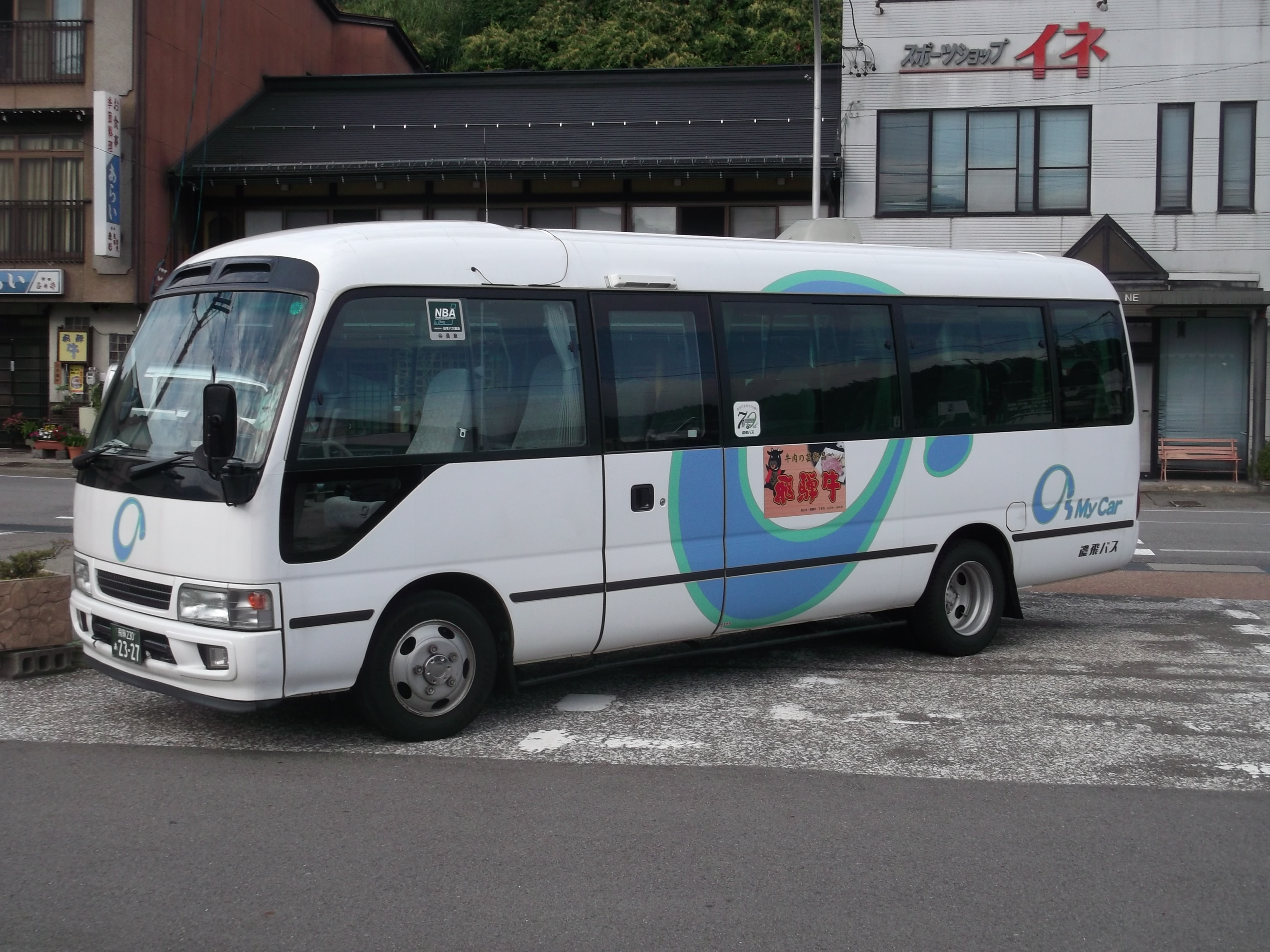
のらマイカーの車両
濃飛乗合自動車のトヨタ・コースター
（2013年8月、久々野駅前にて撮影）

のらマイカーは、岐阜県高山市が運行するコミュニティバスである。運行は濃飛乗合自動車（濃飛バス高山営業所）および岐阜県タクシー協会飛騨支部に委託している。
名称は飛騨弁で「乗りましょう」を意味する「乗らまいか」とマイカーを掛けて、市が命名した。
なお本項では、高山市の「のらマイカー」運行見直しに伴って運行を開始した、高根地域市町村有償運送「たかね号」についても記述する。

## 沿革
- 1997年（平成9年）8月1日 - 運行開始。
- 2000年（平成12年）6月1日 - 運賃改定。大人1乗車200円を、5区間まで100円、それ以上200円に改定。小中学生は1乗車100円のまま変更なし。
- 2004年（平成16年）4月1日
  - 4月1日 - 運賃改定。大人、小中学生とも1乗車100円に改定。
  - 4月1日 - 「煥章館」（高山市図書館）に停留所を新設。
- 2009年（平成21年）6月15日 - 「メディケアガーデン前」停留所を新設。
- 2011年（平成23年）3月1日 - 濃飛バスが運行する一般路線バスと従来の「のらマイカー」を含む地域バス・地域運行バスを統合し、新しく「のらマイカー」として運行開始[4]
- 2017年（平成29年）4月1日 - 高根地域の「のらマイカー」を高根地域市町村有償運送「たかね号」に移管。
- 2023年（令和5年）4月1日 - 「のらマイカー」と「たかね号」で運行見直し・ダイヤ改正などを実施[3]。

## のらマイカー

### 運行内容
- 運賃は全線100円均一（乳幼児は無料）。
- お盆・年末年始は運休。

### 路線
中心エリア（高山地域）・北東エリア（丹生川・国府・上宝・奥飛騨温泉郷地域）・西エリア（清見・荘川地域）・南エリア（一之宮・久々野・朝日・高根地域）の4エリアに区分される。中心エリア以外を運行する路線は全て濃飛バスの一般路線、あるいはのらマイカーの幹線路線と接続して運行される。

#### 中心エリア
東線
高山濃飛バスセンター - 高山市役所 - 清掃工場口 - （上野公民館前） - 向陽園前 - 松之木農協前 - 高山自動車学校前（五名） - 漆垣内公民館前 - 高山厚生病院前 - 江名子 - さんまち通り - 日赤前 - 高山濃飛バスセンター - 公設市場前 - 久美愛厚生病院
- 高山濃飛バスセンター - 久美愛厚生病院間は、全便土休日運休となる。

西線
高山濃飛バスセンター - 日赤前 - 市民文化会館前 - 高山高校山田校舎口 - 原山市民公園 - ケアタウン - 新宮町 - ビッグアリーナ前 - 高山市役所 - 高山濃飛バスセンター - 公設市場前 - 久美愛厚生病院
- 高山濃飛バスセンター - 久美愛厚生病院間は、全便土休日運休となる。

南線
高山濃飛バスセンター - 日赤前 - 天満神社 - 工業高校前 - 高山カントリー口 - 杉ヶ丘団地 - 日枝神社前 - 高信本店前 - 高山市役所 - 高山濃飛バスセンター - 公設市場前 - 久美愛厚生病院
- 高山濃飛バスセンター - 久美愛厚生病院間は、全便土休日運休となる。

北線
高山濃飛バスセンター - 高山市役所 - 斐太高校前 - 上枝（ほずえ）駅 - 陽だまりの湯前 - 久美愛厚生病院 - 西高校北 - 駅西 - 高山濃飛バスセンター
岩滝線
高山濃飛バスセンター - 古い町並口（高山市役所） - （高山自動車学校前←）松之木農協前 - 漆垣内公民館前 - 滝町 - 岩滝公民館前 - 岩井町本洞 - 岩滝公民館前 - 数河（すごう） - 滝町 - 乗鞍青少年交流の家
- 上り1便のみ高山自動車学校前バス停を経由し、ここで濃飛バス平湯・新穂高線の西高校経由久美愛厚生病院行きに接続する。
- 数河 - 乗鞍青少年交流の家間はデマンド運行となる。乗車の際には前日までに電話予約が必要。

#### 北東エリア

##### 国府地域
全便土休日運休である。また、一部区間がフリー乗降区間となっている。
国府川西線
福祉の里 - 国府駅前 - 名張 - （須田病院前 - 糠塚公民館前） - 飛騨うりす園前 - 名張 - 国府駅前 - 福祉の里 - 国府駅前
- 須田病院前・糠塚公民館前は火曜日・金曜日のみ経由。

国府宇津江線
福祉の里 - 国府駅前 - 四十八滝口 - しぶきの湯 - 四十八滝口 - （山本公民館前 - 鶴巣公民館前） - 福祉の里 - 国府駅前
- 山本公民館前・鶴巣公民館前は火曜日・金曜日のみ経由。

国府荒城線
福祉の里 - 国府駅前 - 西門前 - （大坂峠口） - 漆垣内 - （桐谷公民館前） - 福祉の里 - 国府駅前
- 大坂峠口・桐谷公民館前は火曜日・金曜日のみ経由。

##### 丹生川地域
丹生川朴の木線
すくなの湯 - ほおのき平スキー場口 - 旗鉾寺田前 - 駄吉 - 鍾乳洞口 - 笠根橋 - 町方 - 丹生川支所前 - （←こま草保育園前） - （上野公民館前） - 三川 - 丹生川口
- 町方バス停で濃飛バス平湯・新穂高線、三川バス停で濃飛バス古川・神岡線とそれぞれ接続する。
- 全便土休日運休である。
- 上り2便はこま草保育園前始発となる。
- 旗鉾寺田前 - 駄吉・笠根橋 - 町方間はフリー乗降区間となっている。

丹生川荒城線
三川公民館前 - 三川 - 丹生川口 - （上野） - 丹生川支所前 - 町方 - 折敷地 - （柏原） - えびすの湯 - 呂瀬金山
- 町方バス停で濃飛バス平湯・新穂高線、三川バス停で濃飛バス古川・神岡線とそれぞれ接続する。
- 1日1往復のみ毎日運転、その他に三川公民館→えびすの湯の区間便（上野・柏原を経由しない）が1本ある。
- 往路と復路では三川公民館前 - 丹生川口間の経由順番が異なる。
- 町方 - 呂瀬金山間はフリー乗降区間となっている。

国府 - 折敷地線
国府駅前 - 柏原 - 折敷地 - えびすの湯
- 1日1往復のみの運転で土休日運休。全線でフリー乗降区間となっている。
- 国府駅前バス停で濃飛バス古川・神岡線と接続している。

##### 上宝・奥飛騨温泉郷地域
上宝蔵柱線
見座 - 上宝支所前 - （吉野公民館前→） - 堂殿 - 堂殿公民館前 - 荒原古田前
- ほぼ全線にわたって濃飛バス国府・上宝線と同じルートを走るが、一部独自ルートを運行する。
- 全便デマンド運行で、乗車の際には前日までに予約が必要。土休日は全便運休となる。
- 全線フリー乗降区間となる。
- 上宝支所前バス停で濃飛バス上宝・神岡線と接続する。
- 1便のみ吉野公民館前始発となるものがあるが、これは上宝福地温泉線からの便が充当される。

上宝福地温泉線
吉野公民館前 - 上宝支所前 - 長倉 - 細越和仁前 - 田頃家 - 柏当出荷場前 - 栃尾温泉 - 新平湯温泉 - 福地温泉 - ガーデンホテル焼岳
- 1日1往復の運転。ほぼ全線にわたって濃飛バス富山・上宝神岡線と同じルートを走る。

#### 西エリア

##### 清見地域
清見大原線
清見診療所前 - 清見支所前 - （姥島） - 清見B&G海洋センター - （清見保育園前） - 巣野俣 - 大原
- 清見支所前で濃飛バス荘川線と接続する。
- 清見B&G海洋センターー大原間はフリー乗降区間となっている。
- 下り最終便の巣野俣→大原間はデマンド運行となっており、乗車の際は前日までに電話予約が必要となる。

清見江黒線
清見診療所前 - 清見支所前 - 姥島（清見B&G海洋センター） - 徳野口 - 道の駅七杜口 - 夏厩 - 上小鳥栄商店前 - 夏厩 - 江黒 - しだれ桜公園
- 清見支所前で濃飛バス荘川線と接続する。
- 清見診療所前 - 夏厩間は濃飛バス荘川線と同じルートを走る。
- 下り1便・上り2便は高山バスセンター発の便が清見支所前からのらマイカーとして運行される。
- 上り1便は上小鳥栄商店前バス停でのらマイカー荘川線に接続する。

##### 荘川地域
荘川線
上小鳥栄商店前 - 三谷 - 黒谷 - 寺河戸公民館前 - 一色口 - 一色橋（落合橋） - 桜の郷荘川前 - 
荘川支所前 - 牧戸駅 - （牧戸公民館前） - 上野々俣公民館前 - 御手洗
- 下り1便（三谷→荘川支所前→牧戸駅→御手洗）・下り3便（黒谷→荘川支所前→牧戸駅→御手洗）はデマンド運行となっており、乗車の際は前日までに電話予約が必要となる。
- 上り1便は上小鳥栄商店前バス停でのらマイカー清見江黒線に接続しており、これに乗り換えると清見支所前で濃飛バス荘川線に接続する。
- 下り1便は牧戸駅で濃飛バス荘川線の高山濃飛バスセンター行きに接続し、下り4・5便は黒谷で濃飛バス荘川線の接続を受ける。
- かつては、下り4便・上り3便が牧戸駅で白鳥交通荘川白鳥線(郡上八幡駅 - 牧戸駅)（2018年3月末廃止）に接続していた。現在は、荘川地域から郡上市への路線バスでの往来はできない。

#### 南エリア
朝日・一之宮地域の運行は、岐阜県タクシー協会が行っている。運行には通常のタクシー車両を使用するため、各バス停の運行時間は予約時に決定される。

##### 朝日地域
全便事前予約のデマンド運行で、土休日運休となっている。
朝日小谷線
朝日支所前 - 朝日診療所前 - 朝日道の駅 - 小瀬公民館前 - 朝日診療所前 - 朝日道の駅 - 朝日支所前
- 朝日支所前を起点とする循環路線である。1日4本運転され、2便以外は朝日支所前バス停で濃飛バス朝日線と接続する。

朝日九蔵線
朝日支所前 - 朝日道の駅 - 朝日診療所前 - 橋戸橋 - 平岩橋 - 九蔵山中前
- 下り3便・上り2便の運転。下り1便以外は朝日支所前バス停で濃飛バス朝日線と接続する。

朝日秋神線
朝日支所前 - 朝日道の駅 - 朝日診療所前 - 平澤 - 大廣古池前 - 黒川 - 秋神小学校 - 上西洞公民館前 - 鈴蘭高原口 - 秋神温泉
- 1日1往復の運転。ほぼ全線にわたって濃飛バス朝日線と同じルートを走る。

##### 一之宮地域
全便事前予約のデマンド運行で、土休日運休となっている。
一之宮線
臥龍の郷 - （飛騨一之宮←）水無神社前 - 飛騨一ノ宮駅前 - 一之宮支所前 - 水無神社前 - 寺坂本前
- 1日4往復の運行。下り1便を除いて下り便は水無神社前、上り便は全便飛騨一之宮バス停でそれぞれ濃飛バス高山下呂線に接続する。

##### 久々野地域
全便土休日運休である。
久々野かみなか線
久々野診療所口 - 久々野支所前 - 久々野駅前 - 八光橋 - 久々野駅前 - 久々野支所前 - だんふれあいの家前
- 上り3本・下り4本の運行。この他に久々野駅前 - だんふれあいの家前間の区間便が1往復運行されている。
- 全便、久々野支所前・久々野駅前のどちらかで濃飛バス高山下呂線に接続する。
- 上り1・2便、下り3～5便は久々野駅で高山本線の普通列車に接続する。

久々野渚線
久々野駅前 - 久々野支所前 - とくさ - 渚駅 - 阿多粕公民館前
- 1日3往復の運行。ほぼ全線にわたって濃飛バス高山下呂線と同じルートを走る。
- 全便久々野駅前・久々野支所前で濃飛バス高山下呂線に接続する。
- 上り2便・下り1便は久々野駅で高山本線の普通列車に接続する。
- 下り1便はデマンド運行になっており、乗車の際には前日までに電話予約が必要になる。

朝日久々野線
朝日支所前 - 大西ふれあいセンター前 - 柳島橋 - （柳島公民館前） - 坂屋公民館前 - （久須母橋東） - 久須母橋 - 久々野駅前 - 久々野支所前 - 久々野診療所前
- 1日4往復の運行。全便久々野駅前・久々野支所前で濃飛バス高山下呂線に接続する。
- 上り1便は朝日支所前で濃飛バス朝日線・のらマイカー高根朝日線の接続を受ける。
- 下り4便・上り2便以外の全便、久々野駅で高山本線の普通列車に接続する。

## 高根地域市町村運営有償運送「たかね号」
高山市の「のらマイカー」運行体系の見直しに伴い、2017年4月1日より高根地域のコミュニティ交通は「高根まちづくりの会」が運行する市町村運営有償運送に移管された。
高根朝日線
朝日支所前 - 浅井大廣口（大廣古池前） - 黒川 - 中之宿公民館前 - 高根診療所前 - 高根支所前 - 日和田口（牧坂商店前）→小日和田公民館前→留之原公民館前（留之原葉山前）→オケジッタ→日和田口 - 高根支所前
- 旧高根村への唯一の公共交通機関で、高根地域の幹線路線となる。平日5往復、土休日1日2往復の運転。
- 全便、朝日支所前で濃飛バス朝日線に接続する。
- 日和田口から先の運行ルートは一方向の循環路線となる。
- 上り3便・下り4便はデマンド運行となっており、乗車の際には前日までに電話予約が必要になる。
- 上り2便は高根支所前・中之宿公民館前で高根地域各地を運行するのらマイカーの接続を受ける。また、下り2便は高根支所前・日和田口で高根地域各地を運行する便に接続する。

高根野麦線
高根診療所前 - 高根支所前 - 野麦
- 火曜日・木曜日のみの運行（火曜日2本・木曜日3本）。全便祝日は運休となる。
- 木曜運行の1便は高根支所で高根朝日線に接続し、3便は高根支所で高根朝日線の接続を受ける。

高根日和田線
高根診療所前 - 高根支所前 - 日和田口 - 神真木橋 - 日和田口→小日和田山口前→オケジッタ→留之原公民館前→日和田口 - 高根支所前 - 高根診療所前
- 月曜日・水曜日のみの運行（月曜日2本・水曜日4本）。全便祝日は運休となる。
- 日和田口からの運行ルートは高根朝日線とは逆回りの循環路線になる。
- 水曜運行の1便は高根支所で高根朝日線に接続し、4便は高根支所で高根朝日線の接続を受ける。

高根中洞線
高根支所前 - 高根診療所前 - 猪之鼻公民館前 - 中之宿公民館前
- 火曜日・木曜日のみの運行（火曜日3本・木曜日2本）。全便祝日は運休となる。
- ほぼ全線にわたって高根朝日線と同じルートを走る。
- 火曜運行の1便は中之宿公民館前で高根朝日線に接続し、3便は高根支所で高根朝日線の接続を受ける。ただし3便はデマンド運行のため、乗車の際には前日までに電話予約が必要になる。

高根黍生（きびゅう）線
高根診療所前 - 高根支所前 - 黍生神社前
- 水曜日・金曜日のみの運行（水曜日2本・金曜日3本）。全便祝日は運休となる。
- 金曜運行の1便は高根支所で高根朝日線に接続し、3便は高根支所で高根朝日線の接続を受ける。ただし3便はデマンド運行のため、乗車の際には前日までに電話予約が必要になる。

高根池ヶ洞線
高根支所前 - 高根診療所前 - 池ヶ洞森下前
- 月曜日・金曜日のみの運行（月曜日3本・金曜日2本）。全便祝日は運休となる。
- 月曜運行の1便は高根支所で高根朝日線に接続し、3便は高根支所で高根朝日線の接続を受ける。

## 車両
- 濃飛乗合自動車
  - 日野・リエッセ、日野・ポンチョ、三菱ふそう・ローザ、トヨタ・コースター、トヨタ・ハイエースを使用する。
- 岐阜県タクシー協会飛騨支部
  - 通常のセダンタクシー車両を使用する。